# Glenea pseudocantor
Glenea pseudocantor là một loài bọ cánh cứng trong họ Cerambycidae.